# Tectoy
Tectoy (Tec Toy до конца 2007) — бразильская компания, занимающаяся распространением и разработкой видеоигр и игровых консолей, а также различных бытовых электронных устройств. Наибольшую известность компания получила как официальный издатель и распространитель видеоигровой продукции компании Sega в Бразилии.

## Продукты
Компания занималась выпуском и поддержкой всех основных игровых консолей компании Sega:
- Master System (1989)
- Mega Drive (1990)
- Game Gear (1992)
- Sega Saturn (1996)
- Dreamcast (2000)

Помимо этого, Tectoy также выпускала бюджетные варианты консолей Master System и Mega Drive, не имевшие слотов для игровых картриджей и хранящих определённый набор игр во встроенной памяти. Компания также занималась распространением портативной игровой консоли Mega Drive Portable.

## История
Компания была основана в 1987 году с целью занятия рынка электронных игрушек, который в то время не интересовал других бразильских производителей игрушек. Довольно быстро компания заключила сделку с Sega, японским видеоигровым гигантом, став его эксклюзивным представителем. Первым продуктом компании стала электронная игрушка Zillion, аналогичная Q-Zar. Впоследствии компания выпустила в Бразилии все игровые консоли Sega, от Master System до Dreamcast. Успех компании на рынке видеоигр привёл к тому, что игрушки стали незначительной частью её бизнеса.
Сотрудничество с Tectoy обеспечило компании Sega значительное преимущество перед её основным конкурентом, Nintendo, на бразильском рынке. Хотя в Бразилии имели широкое распространение нелицензионные клоны Nintendo Entertainment System, Nintendo не имела официальных представителей в этой стране до 1993 года. Поэтому игровая консоль Master System имела большой успех в Бразилии, и Tectoy даже выпускала некоторые эксклюзивные для Бразилии игры, не выходившие в других странах. В 1990-х годах компания имела около 80 % официального рынка видеоигр в Бразилии.
Tectoy перевела некоторые игры на португальский язык, включая первые три части игрового сериала Phantasy Star, Shining in the Darkness и Riven (включая дублирование голоса).
Также были выполнены локализации некоторых игр, включающие замену персонажей с локальными лицензиями на персонажей из бразильских комиксов и мультфильмов. Так, игра Teddy Boy стала Geraldinho, некоторые части игрового сериала Wonder Boy стали играми Monica's Gang, а в игре Ghost House был представлен персонаж El Chapulin Colorado («Chapolim Colorado»).
Помимо этого, компания также выпустила несколько уникальных портов и оригинальных игр. Среди этих игр порт Street Fighter II для Master System, Duke Nukem 3D для Mega Drive (упрощённая версия игры, использующая графику и звук оригинальной игры) и оригинальная игра Woody Woodpecker для Mega Drive и Master System. Две игры для Mega Drive были разработаны по мотивам бразильского телешоу в формате Who Wants to Be a Millionaire?.
В связи с ослабеванием позиций Sega на рынке игровых консолей, ещё до прекращения поддержки Dreamcast и выхода Sega с этого рынка, Tectoy приняла решение о диверсификации бизнеса. Теперь деятельность компании включает продажу устройств караоке, DVD-проигрывателей и MP3-плееров, а также содержание бразильских серверов игры Ragnarok Online. В 2005 году было основано подразделение Tectoy Mobile, занимающееся распространением игр для мобильных телефонов в Бразилии. Это подразделение издаёт игры таких компаний, как Sega Mobile, In-Fusio и Bandai. Компания также продолжает выпускать модификации устаревших игровых консолей Sega, в основном версии Mega Drive со встроенными играми.
Наиболее популярной электронной игрушкой компании была Pense Bem («Подумай как следует»). Она использовала книжки с вопросами разной тематики (история, география, математика и т. п.). Игрок должен был выбирать ответ из нескольких вариантов, нажимая нужную кнопку, игрушка сигнализировала о правильности выбора. В некоторых книжках для игрушки использовались популярные персонажи, включая персонажей из «Команды Моники», Ежа Соника, Dinosaurs и Дональда Дака.